# フォーカード (人形劇)
『フォーカード』は、2018年4月2日から同年10月8日まで毎週月曜3:05 - 3:10（日曜深夜）にテレビ東京にて放送された人形劇番組。
2019年7月8日に『フォーカード ご無沙汰スペシャル』のタイトルで、新作の第27話が放送された。
2019年10月7日より、新シリーズが放送開始。同年12月22日まで放送され、続けてリピート放送された。

## あらすじ
偶然にも現場で居合わせたオルタナ5・ブラックウッド・バールベア・ギャラクスス（ヒーロー、ダークヒーロー、怪人、怪獣）の4人は、戦闘中に落としたキーホルダーをきっかけに、小学校の同級生であることに気が付き、シェアハウスで同居生活を送ることになる。

## 登場キャラクター
オルタナ5 / 貴船
声 - 福士誠治
ヒーロー企業GACに所属する正義のヒーロー。元は集団ヒーローの一員だったが、仲間が辞めたため、1人でオルタナ5（ファイブ）を名乗っている。金欠で困っていることが多く、全てにおいて雑。軽薄に見えるが仲間想いの側面もある。コスチュームの白い手袋にこだわりがあり、これが片方でも見付からないとまともに戦闘に出撃しようとしない。
クラウドゴッデス/ 貴船
謎の巨人、巨大化したギャラクススを雷で等身大に戻すことができるが被害も甚大。正体は貴船だが、それは隠していた。
バールベア / 熊谷
声 - 滝口幸広
悪の組織DW団の怪人で肉体改造を施されており、文字通り腕がバールになった熊だが、見た目はほぼ縫いぐるみ。通称、がやっち。途中でシェアハウスを護って命を落としたと思われたが、DW団でバールベア改として蘇生された。記憶は無くしていたものの、記憶のメモリー（SIMカード）を戻されて正気に戻った。主に家事担当で、スーパーの安売りにくわしい。妹と弟がおり、その学費のために怪人として働いている。しかし結局2人とも兄を見習い、進学を捨ててDW団の怪人になった。
ブラックウッド / 黒木
声 - 真山明大
特定の組織に属さず自分の正義だけで動くという、孤高のダークヒーロー。そのためヒーロー扱いされずに落ち込むこともある。通称、黒ちん。実家は黒木林業という裕福な業者。素顔はクールなメガネ顔だが、出動時は丸太のような武骨な仮面を装備して顔を隠す。UMAを友達にしたがるくせがある。
ギャラクスス / 吉田
声 - 村上航
銀河怪獣。通称、よっしー。子供の頃に自作のロケットで宇宙旅行し遭難、そのまま宇宙の環境に順応した結果、怪獣になり帰還する。稀に巨大化する。ガウガウとしか喋れないが、心の声は人間のまま。悪食で色々飲み込み、UMAも食べてしまう。怪獣だが最早珍しがられもせず、第2期ではマスコミに｢ただのギャラクスス」呼ばわりされてしまう。霊視能力を持っているが、シェアハウスが幽霊の通り道で頻繁に霊魂が集まっているため、混乱を避けるために他の3人には内緒にしている。背中には星型の突起が並んでおり、なぜか幽霊たちに好評。
コギャラクスス
ギャラクススの背中にある星型の1つを持ち帰った研究員が、その遺伝子からギャラクススの子どもらしきものを作り出した。しかし凶暴な失敗作だったため、バールベアの毛のサンプルと引き換えにシェアハウスで引き取られて一緒に暮らすことになった。

## スタッフ
- 監督・キャラクターデザイン・照明・撮影 - 飯塚貴士
- 企画 - 山川典夫、岩﨑拓矢
- スーパーバイザー - 川崎由紀夫
- プロデューサー - 村松紗也子、船田晃
- アソシエイトプロデューサー - 松野明日香
- 制作プロデューサー - 山浦正裕
- 脚本 - 熊本浩武
- ロゴデザイン・メインビジュアル - モギコーキ
- 音響効果 - ムービック・プロモートサービス
- 劇伴制作 - 田中潤也
- 音楽協力 - テレビ東京ミュージック
- CGディレクター - 杉本健一
- CGデザイナー - 澤出匡利
- 制作協力 - DRAWIZ
- 製作 - テレビ東京、ILCA

## 主題歌
「19Kids Heartbreak」（#1 - #13）
作詞・作曲・編曲・歌 - 踊Foot Works
「ふやけた友達」（#14 - #26）
作詞 - 川辺素 / 作曲・編曲・歌 - ミツメ
「ヨン・ザ・マイク feat. ロボ宙＆かせきさいだぁ」（#28 - #39）
作詞 - スチャダラパー、ロボ宙、かせきさいだぁ / 作曲・歌 - スチャダラパー

## 各話リスト
| 話数                     | 放送日        | サブタイトル                                   |
| ------------------------ | ------------- | ---------------------------------------------- |
| #1                       | 2018年 4月2日 | 奇跡の再会！果たされるあの日の約束             |
| #2                       | 4月9日        | 驚愕の結果！それぞれの収入格差                 |
| #3                       | 4月16日       | お前が隠したんだろ!?正義と信頼の紛失           |
| #4                       | 4月23日       | 忌まわしき暴君！高田センパイ襲来               |
| #5                       | 4月30日       | 迫る正論！揺らぐダークヒーローの定義           |
| #6                       | 5月7日        | 饒舌なる研究者現る！ドア前の攻防戦             |
| #7                       | 5月14日       | 深夜の来訪者！泥酔司令官                       |
| #8                       | 5月21日       | 何コイツ!?血をすする恐怖の生命体               |
| #9                       | 5月28日       | 轟く雷鳴！謎の巨人再来                         |
| #10                      | 6月4日        | 赤き痕跡！崩れる親友（とも）のアリバイ         |
| #11                      | 6月18日       | 追憶の銀河怪獣！人は変われるんだ               |
| #12                      | 6月25日       | 論点はすり替えられた！怪人失格の烙印           |
| #13                      | 7月2日        | 正義と悪の世間体！避けられぬ激闘               |
| #14                      | 7月9日        | 共同生活崩壊！僕らに足りないもの               |
| #15                      | 7月16日       | 苦渋の決断！新メンバーの加入                   |
| #16                      | 7月23日       | 最凶で最愛の怪人復活！ヤツの名はバールベア改   |
| #17                      | 7月30日       | 親友を奪還せよ！決死の潜入任務                 |
| #18                      | 8月6日        | 驚異の変貌！高田センパイ第二形態へ             |
| #19                      | 8月13日       | ハイリスクハイリターン！デカさと苦さの相互関係 |
| #20                      | 8月20日       | 迫られる選択！それが女の子の気持ち             |
| #21                      | 8月27日       | 見覚えある面影！銀河怪獣の隠し子疑惑           |
| #22                      | 9月3日        | 遅れてきた青春！ダークヒーローの恋             |
| #23                      | 9月17日       | ダメ！絶対！幼き妹弟の自立                     |
| #24                      | 9月24日       | 死者の集いし部屋！霊界からの予言               |
| #25                      | 10月1日       | ヤバいヤツ降臨！でも僕らは無関係だ             |
| #26                      | 10月8日       | 世界崩壊の危機！最後の砦発動                   |
| #27 (ご無沙汰スペシャル) | 2019年 7月8日 | 手馬の日                                       |
| #28                      | 10月7日       | 入れ替わった日                                 |
| #29                      | 10月14日      | 池の日                                         |
| #30                      | 10月21日      | 憑依の日                                       |
| #31                      | 10月28日      | ガールの日                                     |
| #32                      | 11月4日       | 時間が止まっちゃった日                         |
| #33                      | 11月11日      | パソコンの画面に知らないおじさんが現れた日     |
| #34                      | 11月18日      | 名探偵な気分の日                               |
| #35                      | 11月24日      | ドライブした日                                 |
| #36                      | 12月1日       | 狩りの日                                       |
| #37                      | 12月8日       | 透明人間になった日                             |
| #38                      | 12月15日      | 王が来た日                                     |
| #39                      | 12月22日      | スカイダイビングした日                         |